# Luis Galván
Luis Adolfo Galván (Fernández, 24 februari 1948 – Córdoba, 5 mei 2025) was een Argentijns voetballer, die als verdediger speelde. Hij speelde voor Argentinië toen het WK 1978 gewonnen werd.

## Clubcarrière
Galván begon zijn carrière op zeventienjarige leeftijd. Hij sloot zich in 1970 aan bij CA Talleres, de club waar hij het grootste deel van zijn loopbaan doorbracht. Hij won nooit een grote prijs met de club, maar hielp haar wel aan een tweede (in 1977) en vierde plaats (in 1976 en 1978) in de competitie.
Galván verliet CA Talleres in 1982 na twaalf jaar en ging spelen voor Loma Negra, Central Norte en Talleres' grootste rivaal CA Belgrano. Galván maakte ook nog een kleine tussenstop in Bolivia bij Bolívar uit La Paz, maar keerde daarna terug naar zijn eerste club, waar hij op 41-jarige leeftijd met pensioen ging.
Galván overleed op 5 mei 2025 op 77-jarige leeftijd.

## Interlandcarrière
Galván speelde de eerste wedstrijd van zijn achtjarige internationale carrière voor Argentinië in 1975. Hij speelde even later op de Pan-Amerikaanse Spelen van 1975. Het hoogtepunt van zijn voetbalcarrière kwam in 1978 toen hij werd geselecteerd om Argentinië te vertegenwoordigen op het WK van 1978. Hij speelde in alle Argentijnse wedstrijden van het toernooi, waaronder de finale, waarin zijn land na verlenging Nederland met 3-1 versloeg en Argentinië zijn eerste wereldbeker won.
1 Alonso ·
2 Ardiles ·
3 Baley ·
4 Bertoni ·
5 Fillol ·
6 Gallego ·
7 L. Galván ·
8 R. Galván ·
9 Houseman ·
10 Kempes ·
11 Killer ·
12 Larrosa ·
13 La Volpe ·
14 Luque ·
15 Olguín ·
16 Ortiz ·
17 Oviedo ·
18 Pagnanini ·
19 Passarella  ·
20 Tarantini ·
21 Valencia ·
22 Villa ·
Coach: Menotti
1 Ardiles ·
2 Baley ·
3 Barbas ·
4 Bertoni ·
5 Calderón ·
6 Díaz ·
7 Fillol ·
8 Galván ·
9 Gallego ·
10 Maradona ·
11 Kempes ·
12 Hernández ·
13 Olarticoechea ·
14 Olguín ·
15 Passarella  ·
16 Pumpido ·
17 Santamaría ·
18 Tarantini ·
19 Trossero ·
20 Valdano ·
21 Valencia ·
22 Van Tuyne ·
Coach: Menotti